# Luis Cristóbal Ponce de León
 (juillet 2023).
La mise en forme du texte ne suit pas les recommandations de Wikipédia : il faut le « wikifier ».
Les points d'amélioration suivants sont les cas les plus fréquents. Le détail des points à revoir est peut-être précisé sur la page de discussion.
- Les titres sont pré-formatés par le logiciel. Ils ne sont ni en capitales, ni en gras.
- Le texte ne doit pas être écrit en capitales (les noms de famille non plus), ni en gras, ni en italique, ni en « petit »…
- Le gras n'est utilisé que pour surligner le titre de l'article dans l'introduction, une seule fois.
- L'italique est rarement utilisé : mots en langue étrangère, titres d'œuvres, noms de bateaux, etc.
- Les citations ne sont pas en italique mais en corps de texte normal. Elles sont entourées par des guillemets français : « et ».
- Les listes à puces sont à éviter, des paragraphes rédigés étant largement préférés. Les tableaux sont à réserver à la présentation de données structurées (résultats, etc.).
- Les appels de note de bas de page (petits chiffres en exposant, introduits par l'outil «  Source ») sont à placer entre la fin de phrase et le point final[comme ça].
- Les liens internes (vers d'autres articles de Wikipédia) sont à choisir avec parcimonie. Créez des liens vers des articles approfondissant le sujet. Les termes génériques sans rapport avec le sujet sont à éviter, ainsi que les répétitions de liens vers un même terme.
- Les liens externes sont à placer uniquement dans une section « Liens externes », à la fin de l'article. Ces liens sont à choisir avec parcimonie suivant les règles définies. Si un lien sert de source à l'article, son insertion dans le texte est à faire par les notes de bas de page.
- La présentation des références doit suivre les conventions bibliographiques. Il est recommandé d'utiliser les modèles {{Ouvrage}}, {{Chapitre}}, {{Article}}, {{Lien web}} et/ou {{Bibliographie}}. Le mode d'édition visuel peut mettre en forme automatiquement les références.
- Insérer une infobox (cadre d'informations à droite) n'est pas obligatoire pour parachever la mise en page.

Pour une aide détaillée, merci de consulter Aide:Wikification.
Si vous pensez que ces points ont été résolus, vous pouvez retirer ce bandeau et améliorer la mise en forme d'un autre article.
Luis Cristóbal Ponce de León (1512 - 9 octobre 1573) 2e duc d'Arcos, grand-duc d'Espagne, 3e marquis de Zahara, 2e comte de Casares, seigneur de Marchena et de Villagarcía.

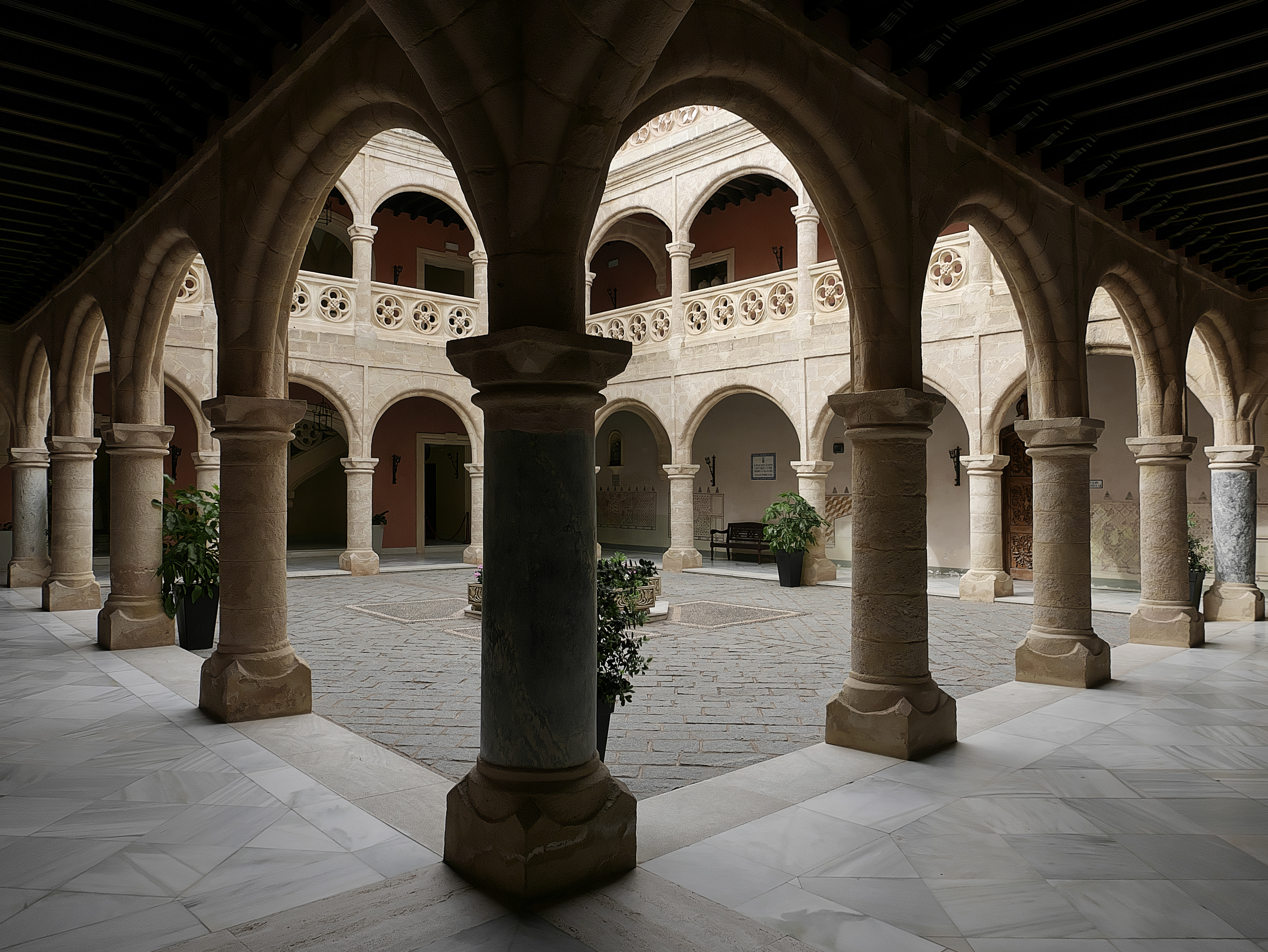
Castillo de Luna (Rota), lieu de naissance.

## Biographe
Fils du duc Rodrigo Ponce de León, 1er duc d'Arcos, et de María Téllez-Girón, il se rendit en Flandre en tant que capitaine général d'une armada transportant cinq mille Espagnols, et participa à la bataille de Doullens, où son cousin Manuel, fils du comte de Bailén, fut tué.
Lors de la signature de la paix de Cambrai en 1559, il reste, avec le duc d'Albe, Guillaume de Nassau et le comte d'Egmont, comme otage pour garantir le respect du traité. Il se rend ensuite à Paris en tant qu'ambassadeur auprès de la reine Catherine de Médicis et, à son retour en Espagne, il vit retiré à Marchena lorsque le soulèvement maure de 1570 l'oblige à proposer de participer à des actions militaires aux côtés du roi.
Il est récompensé par la vice-royauté de Valence, dont il ne prendra jamais possession puisqu'il meurt à Madrid en 1573.
Il épousa María de Toledo y Figueroa (m. 1565), fille de Lorenzo Suárez de Figueroa, 3e comte de Feria, et de son épouse Catalina Fernández de Córdoba y Enríquez, 2e marquise de Priego. Son fils Rodrigo Ponce de León, issu de son second mariage, lui succéda dans ses titres.